# Jacopo da Lanciano
Jacopo da Lanciano (fl. XV secolo) è stato un pittore italiano del XV secolo.

## Biografia
Esiste una sola sua opera firmata, una Madonna col Bambino ora nel Museo diocesano di Lanciano, in provincia di Chieti. Il pittore sembra essere stato influenzato da Paolo Veneziano. 